# ジェームズ・フォーリー (ジャーナリスト)
ジェームズ・ライト・"ジム"・フォーリー（英語: James Wright "Jim" Foley、1973年10月18日 - 2014年8月19日頃）は、アメリカ合衆国のフリーランスジャーナリストである。フリーランスの従軍記者としてシリア内戦を取材していた際に、2012年11月22日にシリア北西部で拉致された。2014年8月、イラクにおけるアメリカ軍の空爆への報復としてISILによって斬首され殺害された。彼はISILによって殺された最初のアメリカ市民となった。家族が同国メディアに対し「身代金を支払わないよう国務省職員から脅された」と述べ、大きな議論となった。
ジャーナリストになる前、ティーチ・フォー・アメリカの教員をしていた。2009年にアメリカ合衆国国際開発庁の開発プロジェクトでイラクに入り、2011年に星条旗新聞の仕事でアフガニスタン、グローバルポストの仕事でリビアを取材。リビアではカダフィロイヤリスト軍によって拘束されたが、44日間で釈放された。翌年、フランス通信社とグローバルポストで仕事をしていたときに、シリアで拉致された。